# Nehemiah Grew
Nehemiah Grew (Atherstone, 1641 – Londra, 1712) è stato un botanico inglese.
Nel 1672 entrò a far parte della Royal Society e ne fu segretario insieme a Robert Hooke dal 1677.
A lui dobbiamo l'approfondimento della botanica microscopica e comparata con l'anatomia animale e la diffusione del termine cellula, coniato da Robert Hooke per indicare le celle del sughero.

## Opere
- (FR) Anatomy of plants, Paris, Antoine Dezallier, 1679.
- (EN) Musaeum Regalis Societatis, London, William Rawlins, 1681.